# Хвостек, Франц
Франц Хвостек (нем. Franz Chvostek; 21 мая 1835 — 16 ноября в 1884) — австрийский хирург.

## Биография
В 1822—1888 годах работал в клинике Генриха вон Бамбергера. Квалифицировался в 1861 году и в 1868 году был лектором по электротерапии, в Академии Джозефа, в Вене. Так как он специализировался на электротерапии, он написал шесть статей про использовании электричества в медицине. Являлся профессором внутренних болезней в Вене.
Известен также выявлением пробы Хвостека, названную в его же честь в 1876 году.